# 썬 커뮤니티 소스 라이선스
썬 커뮤니티 소스 라이선스(Sun Community Source License, SCSL)는 J2SE 및 J2EE 소프트웨어 개발 키트를 포괄하는 썬 마이크로시스템즈에서 설계한 커뮤니티 소스 소프트웨어 라이선스 모델이다. 썬은 자바 플랫폼 내에서 호환성을 유지하고 코드를 상업적으로 사용할 수 있도록 하기 위해 1998년에 SCSL을 도입했다. 2004년에 썬은 비상업적 용도로 더 단순한 자바 연구 라이선스를 선호하기 시작했다.
SCSL에는 오픈 소스 사용권과 유사한 요소가 포함되어 있지만 코드가 자바 표준과 호환되어야 하고 상업용 파생 저작물에 라이선스 비용이 부과된다는 등 중요한 차이점이 있다. SCSL은 자유 소프트웨어 사용권으로 간주되지 않는다.